# Золотуха (Вологодская область)
Золотуха — деревня в Шекснинском районе Вологодской области.
Входит в состав сельского поселения Раменского, с точки зрения административно-территориального деления — в Раменский сельсовет.
Расстояние по автодороге до районного центра Шексны — 48 км, до центра муниципального образования Раменья — 4 км. Ближайшие населённые пункты — Аристово, Ново, Филяково.
По переписи 2002 года население — 17 человек.